# Il segreto dei Seleniti
Il segreto dei Seleniti (Le Secret des Sélénites) è un film d'animazione francese del 1984 diretto da Jean Image.
Il film costituisce un seguito del film Il barone di Munchausen dello stesso regista, di cui riprende diversi personaggi, ed è basato liberamente sul capitolo XXXVI delle Avventure del Barone di Münchhausen di Goffredo Augusto Bürger.

## Trama
Nel 1787, l'astrologo Sirio cerca la prova dell'esistenza dei Seleniti, una stirpe di abitanti della Luna che sarebbero in possesso di un talismano che dà la vita eterna. Egli mette tutte le sue ricchezze a disposizione di suo cugino, il Barone di Munchausen, se questi accetterà di andare sulla Luna per ottenere il talismano. Ad assistere il barone in quest'avventura ci sono i suoi servitori e amici Nimrod, che può vedere a grandi distanze; Tascolto, a cui le grandi orecchie danno un udito sovrumano; Uragano, che può espirare grandi soffi di vento; il piè-veloce Cavallo; ed Ercole, che è forte come il suo omonimo della mitologia. Essi s'imbarcano su un vascello, il Clair de Lune, e fanno in modo di dirigersi in una violenta tempesta. Dopo aver gonfiato tre palloni aerostatici ed aver cavalcato una tromba marina, la nave prende il volo e lascia la Terra.
Giungendo sulla Luna, il vascello scende in un profondo cratere. Gli avventurieri cadono in un lago sotterraneo e sono attaccati dai mostri che vi abitano, ma si salvano cavalcando creature volanti simili a cavallucci marini, dopodiché incontrano i Seleniti, che hanno un aspetto umanoide ma con tre gambe e un corno sulla testa, che è staccata dal resto del loro corpo. Utilizzando una specie di "drago con le ruote" sono condotti nella capitale dei Seleniti, dove incontrano il re, che li informa che il loro arrivo era stato profetizzato: essi infatti li avrebbero un giorno liberati dai loro nemici, piccole  creature verdi che cercano di rubare il talismano della vita eterna. I Seleniti si stanno preparando per una serie di giochi sportivi ai quali i terrestri si offrono di partecipare amichevolmente: Nimrod sconfigge il campione lunare in una giostra, Carollo -con l'aiuto di Uragano- batte il più veloce corridore ed Ercole il più forte lottatore.
Gli alieni verdi lanciano un attacco dalla loro nave spaziale, mandando i loro dischi volanti a invadere il regno selenita. Armati di pistole a raggi, essi stanno per sopraffare i suoi difensori, ma i terrestri si uniscono alla battaglia, respingono gli invasori, impediscono il furto del talismano e liberano il re e la regina dei Seleniti. Come ricompensa per il loro eroismo, il re dona a ciascuno di loro un talismano della vita eterna, rendendoli immortali. Con l'aiuto dei Seleniti, rimettono in sesto il Clair de Lune e tornano sulla Terra.
Nell'anno 1997, il barone, Sirio e i loro amici sono ancora vivi grazie ai loro talismani. Circondati da grattacieli e macchine volanti, il barone e Sirio rievocano la loro impresa.

## Distribuzione
Il film ebbe un'anteprima televisiva nel Québec il 24 dicembre 1983, nel programma Ciné-cadeau à Radio-Québec. Uscì al cinema in Francia l'anno successivo e nel 1985 fu trasmesso nel programma Récré A2, su Antenne 2, diviso in episodi.
In Italia uscì in VHS per la Mastervideo delle Edizioni San Paolo e fu sporadicamente trasmesso da reti televisive locali.